# Zalana
Zalana ist eine Gemeinde mit 151 Einwohnern (Stand 1. Januar 2022) im Département Haute-Corse auf der französischen Insel Korsika. Sie gehört zum Kanton Ghisonaccia.

## Geografie
Zalana liegt auf einer Höhe von 591 Metern über dem Meeresspiegel in der Castagniccia, 49 Kilometer südwestlich von Bastia, dem Sitz der Präfektur des Départements, und 3 Kilometer südlich des Regionalen Naturparks Korsika und etwa 15 Kilometer westlich der Küste des Tyrrhenischen Meers. Das Gemeindegebiet hat eine Fläche von 13,2 Quadratkilometern und wird im Norden von der Bravona durchquert. Die Weiler Aghjale, Vignale, Pianellu, Costarella und Belfasca gehören zur Gemeinde.

## Demografie
| Jahr      | 1962 | 1968 | 1975 | 1982 | 1990 | 1999 | 2007 | 2014 |
| --------- | ---- | ---- | ---- | ---- | ---- | ---- | ---- | ---- |
| Einwohner | 210  | 243  | 210  | 164  | 172  | 128  | 146  | 139  |

## Kultur und Sehenswürdigkeiten
In Zalana stehen zwei Kirchen, die Pfarrkirche de l’Annonciation (‚Verkündigung‘) und die Kapelle Santa Maria. In der Pfarrkirche befindet sich ein Gemälde aus dem 17. Jahrhundert, das Salome darstellt, die den Kopf von Johannes dem Täufer auf einem Tablett trägt. Das Gemälde wurde 2005 als Monument historique (‚historisches Denkmal‘) klassifiziert. Die Einwohner von Zalana haben mit Spenden die Restaurierung ihrer Pfarrkirche selbst finanziert. Dafür erhielt die Gemeinde im Jahr 2010 den zweiten Preis der Fondation du Patrimoine (‚Stiftung Kulturerbe‘).
Über die Bravona führt eine Genueserbrücke, die aus der Zeit der Herrschaft der Republik Genua über Korsika (1447–1768) stammt.
Am 15. August, dem Fest von Mariä Aufnahme in den Himmel, veranstalten die Bewohner von Zalana  eine Prozession mit einer Marienstatue von der Kirche zum Marktplatz. Auf dem Marktplatz stehen dann verschiedene Stände mit Esswaren und Spielen bereit. Bei diesem Ereignis kommen Besucher aus den umliegenden Dörfern.
Am Abend des 31. Dezembers ziehen die Kinder von Zalana durch die Ortschaft und gehen zu jedem Haus. Sie bitten um Nahrungsmittel und singen traditionelle Lob- oder Spottlieder, je nachdem ob sie kleine Spenden in Form von Fleisch- und Wurstwaren, Süßigkeiten oder Getränken erhalten haben oder nicht. Nach dem Umzug versammeln sich die Kinder und veranstalten ein Festessen. Diese Sitte wird La Birba genannt.